# Архимандрит Митрофан
Архимандрит Митрофан псевдоним на авантюрист, извършващ обири на манастири. Около 1840 г. е осъден в Търново и изпратен във Видинската крепост, откъде бяга с калугреско расо. През 1844 г. е забелязавн в Йерусалим от български хаджии, където се представял за бейзаде (остар. знатен, богат)(от пер.-тур. - bey + фарси -z¥de - бейски син) ахримандрит от Русия. Оплячкосал манастири в Сърбия, пратки с жълтици за Света Гора. Последно бил заварван в манастир в Бургаско, където се предполага, че е завършил земния си път.